# 鈴木隆之
鈴木 隆之（すずき たかゆき、1961年4月 - ）は、日本の建築家、小説家、武漢大学（中国）教授、鈴木隆之デザインネットワーク (SDN) 代表。工学博士（東京大学）。

## 経歴
千葉県生まれ。京都大学工学部建築学科を卒業後、原広司主宰のアトリエファイ建築研究所に勤務。その後鈴木隆之デザインネットワークを設立・主宰し、現在に至る。
- 1979年 千葉県立千葉高等学校卒業
- 1985年 京都大学工学部建築学科卒業
- 1989年 - 2017年 京都精華大学教授
- 1991年 （有）鈴木隆之デザインネットワークを設立、主宰
- 2005年 Southern California Institute of Architecture（アメリカ）客員教員
- 2017年 - 2018年 The University of Saint Joseph (マカオ）Visiting Professor
- 2019年 - 武漢大学（中国）教授、英国Dundee UniversityとのDouble Degree Programを担当
- 2019年 - 法政大学文学部講師、北海道科学大学工学部建築学科 客員教授
- 2020年 DOCOMOMO International 東京会議 実行委員

1991年、湾岸戦争への自衛隊派遣に抗議し、柄谷行人、中上健次、津島佑子、田中康夫らとともに『湾岸戦争に反対する文学者声明』を発表した。

## 受賞歴
- 1987年 「ポートレイン・イン・ナンバー」で第30回群像新人文学賞受賞
- 1989年 大阪平和資料館コンペ佳作 入選
- 2006年 「小説家の家」でSD Review 2005 入選

## 著書
- 「ポートレイト・イン・ナンバー」（現代企画室/1988）
- 「未来の地形」（講談社/1992）
- 「エースをねらえ!論」（風塵社/1995）
- 「「建築」批判 空間をめぐる光芒」（彰国社/1995）ISBN 4-395-00430-X
- 「不可解な殺人の風景」（風塵社/2002）ISBN 4-938733-97-8
- 「500万で家をつくろうと思った」藤井誠二共著（アートン/2003）
- 「パーフェクト・ワールド」（論創社/2014）
- 「表現空間論」（英訳併記、論創社/2017）